# Vít Přindiš
Vít Přindiš (Praga, 14 aprile 1989) è un canoista ceco, specializzato nello slalom.

## Carriera
Figlio di Pavel Přindiš, medaglia di bronzo nel K-1 a squadre ai Mondiali 1991 e 1993, Vít inizia la sua carriera agonistica internazionale nel 2005, esordendo ai Campionati Europei di Canoa Slalom Junior a Cracovia in Polonia, dove ottiene una medaglia d'argento nella gara K-1 a squadre insieme a Jan Vondra e Vavřinec Hradilek.
Dopo vari successi negli Europei e Mondiali Under 23, vince la sua prima medaglia in una competizione assoluta agli Europei 2013 di Cracovia con un oro nella categoria K-1 a squadre in collaborazione con Jiří Prskavec e Hradilek. L'anno seguente porta a casa due medaglie d'argento nella categoria K-1 agli Europei di Vienna e nel K-1 a squadre ai Mondiali di Deep Creek.
Torna alla vittoria di una medaglia due anni dopo, agli Europei 2016 di Liptovský Mikuláš, mettendo in bacheca un oro nel K-1 a squadre sempre coadiuvato da Prskavec e Hradilek. Altre tre conquiste arrivano nel 2017 con gli ori del K-1 a squadre agli Europei di Lubiana e ai Mondiali di Pau con Ondřej Tunka a sostituire Hradilek nel consolidato trio, e la seconda medaglia da solista con l'argento nel K-1 sempre a Pau.
Il 2018 agli Europei di Praga, sua città natale, bissa entrambi i risultati dell'anno precedente nelle medesime categorie e porta a casa anche un bronzo ai Campionati mondiali di canoa/kayak slalom 2018 di Rio de Janeiro sempre in team con Prskavec e Tunka. Il 2019 porta al canoista ceco un'altra medaglia aurea nel K-1 a squadre e soprattutto il primo oro da solista in carriera nel K-1 con le vittorie agli Europei francesi di Pau, mentre ai Mondiali catalani di La Seu d'Urgell vince un argento con il ritrovato trio formato da lui, Prskavec e Hradilek. I tre ottengono lo stesso risultato agli Europei casalinghi di Praga nel 2020.
Il 2021 è l'anno più prolifico per Přindiš con la vittoria di ben 3 ori ad Ivrea 2021. Gli europei organizzati nella cittadina italiana portano la vittoria nel K-1 a squadre, nel K-1 individuale e nella neonata categoria Extreme Canoe Slalom, facendone così l'atleta più medagliato del torneo.

## Palmarès
- Mondiali - Slalom

Deep Creek Lake 2014: argento nel K1 a squadre.
Pau 2017: argento nel K1.
Pau 2017: oro nel K1 a squadre.
Rio de Janeiro 2018: bronzo nel K1 a squadre.
La Seu d'Urgell 2019: argento nel K1 a squadre.
- Giochi europei

Cracovia 2023 : bronzo nell'Extreme K1.
- Europei - Slalom

Cracovia 2013: oro nel K1 a squadre.
Vienna 2014: argento nel K1.
Liptovský Mikuláš 2016: oro nel K1 a squadre.
Tacen 2017: oro nel K1 a squadre.
Praga 2018: argento nel K1.
Praga 2018: oro nel K1 a squadre.
Pau 2019: oro nel K1.
Pau 2019: oro nel K1 a squadre.
Praga 2020: argento nel K1 a squadre.
Ivrea 2021: oro nel K1
Ivrea 2021: oro nel K1 a squadre.
Ivrea 2021: oro nell'Extreme K1.
Liptovský Mikuláš 2022: oro nel K1 a squadre.
Tacen 2024: oro nell'Extreme K1 Individual.